# Сычёв, Роман Алексеевич
Роман Алексеевич Сычёв (род. 2 сентября 1985, Ленинград) — российский хоккеист, нападающий. Тренер.

## Биография
Родился 2 сентября 1985 года. Воспитанник колпинского хоккея. В сезоне 1999/2000 дебютировал в первой лиге первенства России в составе Ижорца". Провёл за клуб, носивший в сезоне 2003/04 название «Локомотив», четыре сезона. В 2004 году, отыграв концовку сезона в череповецкой «Северстали-2», перешёл в петербургский СКА. За два сезона провёл в Суперлиге 37 матчей. Также выступал за «СКА-2» и «Спартак» СПб. Сезон 2006/07 провёл в команде чемпионата Белоруссии «Химик-СКА» Новополоцк. В следующем сезоне играл за «Титан» Клин. Перед сезоном 2008/09 перешёл в команду КХЛ «Авангард» Омск, сыграл семь матчей с 13 ноября по 1 декабря. Провёл 38 матчей в высшей лиге за фарм-клуб «Зауралье» Курган. Последний сезон на профессиональном уровне провёл в «Титане».
В 2009 году окончил Санкт-Петербургскую государственную академию физической культуры имени П. Ф. Лесгафта (специалист по физической культуре и спорту). В 2012 году окончил Санкт-Петербургский государственный политехнический университет (Международная высшая школа управления, «Менеджмент организаций»).
В сезоне 2010/11 игрок любительской команды «Газпромнефть». 
Работает тренером в спортивной детско-юношеской школе «СКА ГАЗПРОМБАНК» в Колпинском районе Санкт-Петербурга. Тренер команды 1998 года рождения «Локомотива» Колпино (2011/12 — 2012/13). Тренер юношеских команд «Газпромбанка»/«СКА-Газпромбанка» (2013/14 — 2018/19). Тренер юношеских команд МКМ Колпино (2020/21 — 2021/22).